# Paul Attwood
Paul Jason Attwood (Buckingham, 13 de diciembre de 1969) es un deportista británico que compitió en bobsleigh. Participó en dos Juegos Olímpicos de Invierno, en los años 1998 y 2002, obteniendo una medalla de bronce en Nagano 1998, en la prueba cuádruple (junto con Sean Olsson, Dean Ward y Courtney Rumbolt).

## Palmarés internacional
| Juegos Olímpicos | Juegos Olímpicos | Juegos Olímpicos  | Juegos Olímpicos |
| Año              | Lugar            | Medalla           | Prueba           |
| ---------------- | ---------------- | ----------------- | ---------------- |
| 1998             | Nagano (Japón)   | Medalla de bronce | Cuádruple        |